# Gustave Côté
Pour l’article homonyme, voir Côté (homonymie).
Gustave Côté (17 octobre 1913-13 avril 2001) est un concepteur industriel, ingénieur et homme politique fédéral du Québec.

## Biographie
Né à Sainte-Claire dans la région de Chaudière-Appalaches, M. Côté devient député du Parti libéral du Canada dans la circonscription fédérale de Dorchester en 1965. Il ne se représente pas en 1968.